# Сант'Аполинаре (Ферара)
Сант'Аполинаре је насеље у Италији у округу Ферара, региону Емилија-Ромања.
Према процени из 2011. у насељу је живело 25 становника. Насеље се налази на надморској висини од -2 м.